# Shenzhen International
De Shenzhen International is een golftoernooi in China dat deel uitmaakt van de Europese PGA Tour sinds 2015. De organisatie is in handen van IMG en de China Golf Association (CGA).

## Geschiedenis
De eerste editie van dit toernooi werd gespeeld op de Genzon Golf Club, waar in 2014 het Volvo China Open werd gespeeld. De par van de baan is 72. De stad Shenzhen staat in de golfwereld vooral bekend omdat de Mission Hills Golf Club zich hier bevindt, waar onder meer de World Cup of Golf gespeeld wordt.
In 2015 werd een maand voor het toernooi een kwalificatietoernooi gespeeld waar 100 PGA-leden en 32 amateurs (max handicap 3.0) aan mochten meedoen. Er waren 6 plaatsen beschikbaar. Er deden 156 spelers mee, 97 van de Europese Tour, 52 van de CGA, 5 andere PGA-leden en 2 Chinese amateurs (Tianlang Guan (winnaar Asia-Pacific Amateur 2012) en Wei Kang. Het prijzengeld was 2,5 miljoen dollar.
 Thomas Pieters en Nicolas Colsaerts misten de cut. Kiradech Aphibarnrat stond na ronde 3 aan de leiding en won het toernooi nadat hij in de play-off een birdie op de eerste hole maakte en Hoa-tong Li versloeg.
In 2016 deden Nicolas Colsaerts en Joost Luiten mee, zij eindigden op de 58ste en 2de plaats. De 22-jarige Koreaan Soo-min Lee behaalde zijn eerste overwinning, hij mag tot eind 2018 op de Europese Tour spelen.
| Jaar | Baan             | Winnaar              | Score           | Score | Bijzonderheden                                    |
| ---- | ---------------- | -------------------- | --------------- | ----- | ------------------------------------------------- |
| 2015 | Genzon Golf Club | Kiradech Aphibarnrat | 67-69-68-72=276 | -12   |                                                   |
| 2016 | Genzon Golf Club | Lee Soo-min          | 66-65-70-71=272 | -16   | Joost Luiten en Brandon Stone werden 2de met -14. |

 Nedbank Golf Challenge ·
 Alfred Dunhill Championship ·
 South African Open ·
 Abu Dhabi Golf Championship ·
 Qatar Masters ·
 Dubai Desert Classic ·
 Malaysian Open ·
 Thailand Classic ·
 Indian Open ·
 Joburg Open ·
 WGC - Championship ·
 Africa Open ·
 Tshwane Open ·
 Madeira Island Open ·
 Trophée Hassan II ·
 The Masters · 
 Shenzhen International ·
 Volvo China Open ·
 WGC - Match Play Championship ·
 Mauritius Open ·
 Open de España ·
 BMW PGA Championship ·
 Irish Open ·
 Nordea Masters ·
 Lyoness Open ·
 US Open · 
 BMW International Open ·
 Open de France ·
 Scottish Open ·
 The Open Championship · 
 European Masters ·
 Paul Lawrie Matchplay ·
 WGC - Invitational ·
 US PGA Championship · 
 Made in Denmark ·
 Czech Masters ·
 Russian Open ·
 KLM Open ·
 Open d’Italia ·
 European Open ·
 Alfred Dunhill Links Championship ·
 World Match Play Championship ·
 Portugal Masters ·
 Hong Kong Open ·
 BMW Masters ·
 WGC - Champions ·
 Turks Open ·
 Dubai World Championship
EurAsia Cup · Ryder Cup · Seve Trophy · World Cup of Golf